# Нова Махала (Пазарджицька область)
Но́ва Махала́ (болг. Нова махала) — село в Пазарджицькій області Болгарії. Входить до складу общини Батак.

## Населення
За даними перепису населення 2011 року у селі проживали 2087 осіб.
Національний склад населення села:
| Національність   | Кількість осіб | Відсоток |
| ---------------- | -------------- | -------- |
| турки            | 1838           | 92,7%    |
| цигани           | 121            | 6,1%     |
| болгари          | 11             | 0,6%     |
| Всього відповіли | 1982           |          |

Розподіл населення за віком у 2011 році:
Динаміка населення: